# ستيبني
ستيبني Stepney هي منطقة في لندن في إنجلترا، وتقع في منطقة تاور هامليتس بلندن. وتقع في شرق لندن وجزء من حي إيست إند من المدينة. ولم تعد ستيبني ذات تسمية رسمية، ويستخدم الاسم للإشارة إلى منطقة صغيرة نسبيًا. ومع ذلك، ففي معظم تاريخها، فكان الاسم يشير منطقة أكبر بكثير. وتعتبر منطقة ستيبني غرين بقايا منطقة أكبر من الأرض المعروفة سابقًا باسم مايل إند غرين. 
تم بناء المنطقة بسرعة في القرن التاسع عشر، لاستيعاب العمال المهاجرين وفقراء لندن النازحين، واكتسبت سمعة الفقر واكتظاظ السكان والعنف والمعارضة السياسية.  وتعرضت لأضرار جسيمة خلال الهجوم النازي في الحرب العالمية الثانية ، حيث تم تدمير أكثر من ثلث المساكن بالكامل.وفي ستينيات القرن العشرين، أزيلت الأحياء العشوائية واستبدلت معظم الشوارع السكنية بأبراج ومجمعات سكنية حديثة. وتعود بعض المساكن ذات الهندسة المعمارية الجورجية والمساكن ذات المدرجات إلى العصر الفيكتوري، ولا تزال موجودة في عدة مناطق: على سبيل المثال ساحة أربور، والجانب الشرقي من ستيبني غرين، والشوارع المحيطة بشارع ماتلوك.  